# Mackenna's Gold
Mackenna's Gold is een Amerikaanse western uit 1969 onder regie van J. Lee Thompson. Destijds werd de film in Nederland uitgebracht onder de titel Het goud van Mackenna.

## Verhaal
Tijdens een patrouille in de woestijn verwondt sheriff Mackenna van Hadleyburg een indianenopperhoofd. Voordat hij sterft, geeft de indiaan hem een kaart van de legendarische Gouden Vallei.

## Rolverdeling
| Acteur             | Personage        |
| ------------------ | ---------------- |
| Gregory Peck       | Sheriff Mackenna |
| Omar Sharif        | John Colorado    |
| Telly Savalas      | Sergeant Tibbs   |
| Camilla Sparv      | Inga Bergerman   |
| Keenan Wynn        | Sanchez          |
| Julie Newmar       | Hesh-Ke          |
| Ted Cassidy        | Hachita          |
| Lee J. Cobb        | Redacteur        |
| Raymond Massey     | Predikant        |
| Burgess Meredith   | Winkeleigenaar   |
| Anthony Quayle     | Engelsman        |
| Edward G. Robinson | Adams            |
| Eli Wallach        | Ben Baker        |
| Eduardo Ciannelli  | Prairiehond      |
| Dick Peabody       | Avila            |